# بيلي هووبر
بيلي هووبر (بالإنجليزية: Billy Hooper)‏ هو لاعب كرة قدم أمريكية ولاعب كرة قدم كندية أمريكي، ولد في 21 نوفمبر 1931 في سويتواتر في الولايات المتحدة، وتوفي في 27 يوليو 1981 في مقاطعة بيكسار في الولايات المتحدة.

## وصلات خارجية
- بيلي هووبر على موقع JustSportsStats.com (الإنجليزية)